# Дадабаев, Рауф Дадабаевич
Дадабаев Рауф Дадабаевич (13 декабря 1924, село Кистакуз , Ходжентский район, Ленинабадская область , Таджикская ССР — 30 декабря 2001 , Душанбе , Таджикистан) — партийный и государственный деятель. Участник Великой Отечественной войны. Заслуженный учитель Таджикской ССР (1974). Министр народного просвещения Таджикской ССР (1974—1986).

## Биография
Родился 13 декабря 1924 года в селе Кистакуз Ходжентского района в крестьянской семье.
Окончил годичный педагогический курс Ленинабадского педагогического училища.
В 1942 году был призван в ряды Советской Армии. Был курсантом Московского минометного училища и командиром разведгруппы 315-го гвардейского полка в районе Нижнего Днепра. Принимал участие в боевых действиях на Степном, Воронежском, Украинском фронтах на Курско-Орловском, Яссо-Кишиневском направлениях, освобождении городов Харькова, Кировограда, Кривого Рога, а также Венгрии, Болгарии и Молдавии.
В 1953 году окончил историко-филологический факультет Таджикского государственного университета и работал там. В 1962 году окончил Академию общественных наук при ЦК КПСС и защитил диссертацию.
Заведующий отделом высших и средних специальных учебных заведений Министерства народного просвещения, заведующий отделом идеологии, науки, культуры, пропаганды ЦК КПТ, Министр народного просвещения Таджикской ССР, доцент Центрального института, преподаватели Министерства просвещения Таджикской ССР, председатель Совета ветеранов войны и труда Таджикистана.
Депутат Верховного Совета Таджикской ССР 6-11-го созывов.
В его честь в джамоате Хистеварз Бободжон-Гафуровского района была названа средняя школа № 38 имени Рауфа Додобоева.